# Mark Rezyka
Mark Rezyka (Montréal, 11 giugno 1959) è un regista canadese, noto principalmente per i suoi lavori in ambito di videoclip musicali negli anni ottanta e novanta.
Tra gli artisti con cui ha collaborato figurano Quiet Riot, Kiss, Cinderella, Helloween, Survivor, Foreigner, FireHouse, Joan Jett e tanti altri.

## Videografia
- Cheap Trick - I Can't Take It (1983)
- Lindsey Buckingham - Holiday Road (1983)
- Heart - How Can I Refuse You (1983)
- Ray Parker Jr. - I Still Can't Get Over Lover Loving You (1983)
- Quiet Riot - Bang Your Head (Metal Health) (1983)
- Quiet Riot - Cum On Feel the Noize (1983)
- Helix - Gimme Some Lovin' (1984)
- Danny Spanos - Excuse Me (1984)
- Pat Travers - Killer (1984)
- Pat Travers - Women on the Edge (1984)
- Pat Travers - Louise (1984)
- Pat Travers - Hot Shot (1984)
- Quiet Riot - Mama Weer All Crazee Now (1984)
- Kix - Cold Shower (1985)
- Mary Jane Girls - In My House (1985)[1]
- Rene & Angela - I'll Be Good (1985)[2]
- Rene & Angela - You Don't Have to Cry (1985)[3]
- Survivor - The Search Is Over (1985)
- Sawyer Brown - Step that Step (1985)
- Cinderella - Shake Me (1986)
- Cinderella - Nobody's Fool (1986)
- Helloween - Halloween (1986)
- Cinderella - Somebody Save Me (1987)
- Warlock - All We Are (1987)
- Warlock - Für Immer (1988)
- Vixen - Edge of a Broken Heart (1988)
- Vixen - Cryin (1988)
- Winger - Seventeen (1988)
- Stage Dolls - Love Cries (1989)
- Kix - Don't Close Your Eyes (1989)
- Gorky Park - Within Your Eyes (1989)
- Badlands - Winter's Call (1989)
- Lostboys - Cryin' Out (1990)
- REO Speedwagon - Live It Up (1990)
- Testament - Souls Of Black (1990)
- Joan Jett - Love Hurts (1990)
- Kiss - Forever (1990)
- Tora Tora - Phantom Rider (1990)
- XYZ - What Keeps Me Loving You (1990)
- Thunder - Back Street Symphony (1990)
- Kiss - Rise to It (1990)
- Thunder - Gimme Some Lovin' (1990)
- Winger - Easy Come Easy Go (1991)
- FireHouse - Don't Treat Me Bad (1991)
- FireHouse - Love of a Lifetime (1991)
- Nelson - Only Time Will Tell (1991)
- Silent Rage - Rebel with a Cause (1991)
- Foreigner - Lowdown and Dirty (1991)
- Kiss - God Gave Rock 'N Roll to You II (1991)
- Kix - Same Jane (1991)
- Spinal Tap - Bitch School (1992)
- Kiss - Everytime I Look At You (Version 1) (1992)[4]